# Daïra de Ben Azzouz
Pour les articles homonymes, voir Azzouz.
La daïra de Ben Azzouz est une circonscription administrative algérienne située dans la wilaya de Skikda. Son chef-lieu est situé sur la commune éponyme de Ben Azzouz.

## Communes
La daïra est composée de trois communes : Ben Azzouz, Bekkouche Lakhdar et El Marsa.